# Parque nacional Tamborine
Tamborine es un parque nacional en Queensland (Australia), ubicado a 45 km al sur de Brisbane, cerca de la Costa Dorada.

El parque cubre 11.60 km² de la meseta de Tamborine y sus montañas aledañas. Está ubicado en el Monte Tamborine. La meseta tiene 8 km de largo por 5 km de ancho y alcanza una altura de 525 m. Debido a su elevación, las temperaturas en la meseta bastante bajas en verano, aunque entre diciembre y abril hay mucha humedad. El invierno es más seco, pero también mucho más frío.
El parque está compuesto por 12 reservas separadas, con centros poblados entre ellas. Hay gran cantidad de sitios para detenerse a comer, así como vías escénicas y caminadas a través del bosque que conducen a gargantas de ríos, cascadas, selva húmeda y bosques de eucaliptos.